# 汪景明
汪景明（14世紀—1430年代），南直隸徽州府黟縣六都人，明朝政治人物。

## 生平
汪景明是建文四年（1402年）的舉人，永樂二年（1404年）成進士，八年（1410年）獲授江西道監察御史，後因事降為弘農衛經歷，洪熙元年（1425年）復監察御史職，巡按江西負責清理軍伍，有廉能聲譽，宣德九年（1434年）外調廣西布政司左參議，在任內去世，入祀鄉賢祠。

## 引用
1. 1 2  同治《黟縣志·卷六·人物志》：汪景明，六都人，進士，授江西道監察御史，左遷宏農衛經歷，尋復監察御史巡按江西，清理軍伍以廉能稱，遷廣西布政司左參議，卒於官，崇祀鄉賢。
2. ↑  同治《黟縣志·卷五·選舉志》：明 建文四年壬午鄉試 汪景明 六都人，甲申進士，廣西布政司參議，見宦業傳……永樂二年甲申曾棨榜 汪景明
3. ↑  《明太宗文皇帝實錄·卷一百五》：（永樂八年六月辛酉）是日，皇太子陞……進士汪景明為江西道監察御史，謝孚為陝西道監察御史。
4. ↑  《明仁宗昭皇帝實錄·卷九上》：（洪熙元年四月戊申）復弘農衛經歷汪景明、寶坻縣縣丞王紹監察御史，二人永樂中俱為御史，坐事左遷，至是以薦復前。
5. ↑  《明宣宗章皇帝實錄·卷一百九》：（宣德九年三月癸未）陞……行在江西道監察御史汪景明為廣西布政司左參議……